# William C. Campbell

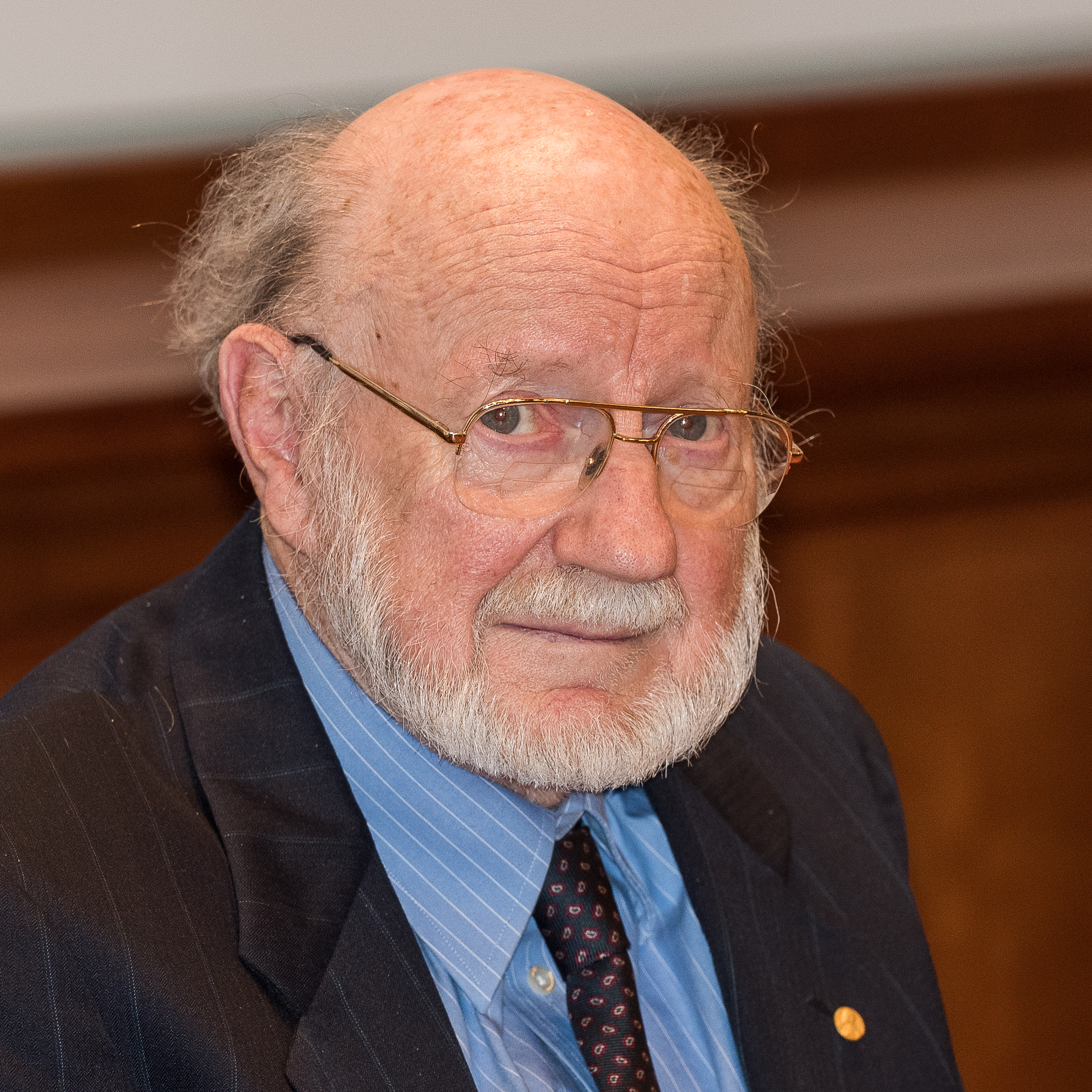
William C. Campbell, 2015

William Cecil Campbell (* 28. Juni 1930 in Ramelton, Irland) ist ein US-amerikanischer Biochemiker und Parasitologe irischer Herkunft. Im Jahre 2015 erhielt er gemeinsam mit Satoshi Ōmura und Tu Youyou den Nobelpreis für Physiologie oder Medizin. Er und Ōmura entdeckten den Arzneistoff Avermectin, der bei der Behandlung von parasitären Infektionen (insbesondere gegen Fadenwürmer) eingesetzt wird.

## Werdegang
William C. Campbell wurde in eine Mittelstandsfamilie in Ramelton geboren. Er studierte am Trinity College der University of Dublin, an dem er 1952 seinen Bachelor erlangte. In der Folge begab er sich, durch ein Fulbright-Stipendium unterstützt, in die Vereinigten Staaten, wo er an der University of Wisconsin–Madison 1954 seinen Master machte und 1957 mit einer Arbeit über den Saugwurm Fascioloides magna zum Ph.D. promoviert wurde. Danach war er über 30 Jahre (bis 1990) am Merck Institute for Therapeutic Research tätig, in denen er unter anderem an der Entwicklung von Avermectin maßgeblich beteiligt war. 2002 wurde er zum Mitglied der National Academy of Sciences der Vereinigten Staaten gewählt. 2016 wurde er Ehrenmitglied der Royal Irish Academy, 2020 Mitglied der Royal Society.
Derzeit lehrt und forscht Campbell als emeritierter Professor an der Drew University in Madison, New Jersey.
Seit 1962 ist er US-amerikanischer Staatsbürger.